# Lisa Peluso
Lisa Peluso (Filadelfia, 29 luglio 1964) è un'attrice statunitense, di chiare origini italiane, con ruoli soprattutto nelle soap opera.

## Biografia
È un volto noto anche al pubblico televisivo italiano  soprattutto per i ruoli di Wendy Wilkins in Aspettando il domani (1977–1986) e di Ava Rescott in Quando si ama (1988–1995).
A darle il suo primo bacio sul piccolo schermo fu Kevin Bacon nel 1980, quando entrambi recitavano in Aspettando il domani.
Ha recitato, inoltre, nelle soap opera Una vita da vivere (1987–1988 e 2001), Destini (1997-1999), Così gira il mondo, e nel telefilm Hunter.
Ha avuto anche qualche ruolo cinematografico: il suo esordio sul grande schermo risale al 1977, quando, non ancora tredicenne, recitò nel ruolo di Linda Manero ne La febbre del sabato sera.

## Vita privata
È sposata dal 1995 con il fotografo Brad Guice e ha due figli, Phoebe Ann e Parker.

## Filmografia parziale
- La febbre del sabato sera (Saturday Night Fever), regia di John Badham (1977)
- Aspettando il domani (Search for Tomorrow) - serie TV, 3 episodi (1977-1986)
- Quando si ama (Loving) - serie TV (1988-1995)

## Doppiatrici italiane
- Emanuela Giordano[2] in Aspettando il domani
- Monica Gravina[3] in Quando si ama